# آنا فيليبا مارتينز
آنا فيليبا مارتينز (بالبرتغالية: Filipa Martins‏) هي لاعبة جمباز فني برتغالية، ولدت في 9 يناير 1996 في بورتو في البرتغال.

## وصلات خارجية
- آنا فيليبا مارتينز على موقع الاتحاد الدولي للجمباز (licence) (الإنجليزية)
- آنا فيليبا مارتينز على موقع الاتحاد الدولي للجمباز (biography) (الإنجليزية)
- آنا فيليبا مارتينز على موقع أوليمبيديا (الإنجليزية)